# Hemiphonus nillanilla
Hemiphonus nillanilla är en insektsart som först beskrevs av Otte, D. och R.D. Alexander 1983.  Hemiphonus nillanilla ingår i släktet Hemiphonus och familjen syrsor. Inga underarter finns listade i Catalogue of Life.